# Garino (frazione)
Garino è una frazione italiana di circa 3 600 abitanti della città metropolitana di Torino, in Piemonte, appartenente al comune di Vinovo.

## Geografia fisica

### Territorio
Garino confina a nord con il comune di Nichelino, ad ovest con la frazione Stupinigi, a sud con il comune di Candiolo, ad est con la frazione Tetti Borno e con il comune di Vinovo.

## Storia

### Le origini del nome
Nell'ottobre del 1961 il territorio, ai tempi a tutti gli effetti comune di Vinovo, data la sua ampiezza di superficie notevole e data la sua distanza non indifferente dal centro storico del paese, acquisì il nome "Garino", diventando una frazione del comune di riferimento. Il nome di quest'ultima venne attribuito in seguito ad un referendum aperto a tutti gli abitanti del luogo che avevano tre opzioni: la prima era quella di chiamarla San Domenico Savio dal nome dell'omonima chiesa del territorio, la seconda era quella di chiamarla Sotti dal nome della cascina più importante della zona circostante mentre la terza, quella vincente, era di attribuirle il cognome dell'uomo che aveva contribuito alla lottizzazione del territorio, ovvero Marcello Garino. Quest'ultimo aprì nel 1945 una tabaccheria in questa zona, dove intorno non v'era ancora nulla, iniziando a costruire case.

### Gli anni seguenti
Da lì in poi Garino crebbe demograficamente ed urbanisticamente e nel 1973 vennero iniziati i lavori per la costruzione di due villaggi residenziali che divennero punto di riferimento per Garino: I villaggi Dega Nord e Sud.

## Sport
La squadra di calcio della frazione è la Polisportiva Garino,  società fondata nel 1983 da un sodalizio garinese, rifondata numerose volte (l'ultima nel 2015). Il Garino milita attualmente nel campionato di Prima Categoria del Piemonte. Negli ultimi due anni ha ottenuto due promozioni consecutive partendo dalla Terza Categoria. Il 22 aprile 2018, dopo un esaltante campionato, ha raggiunto la matematica promozione nella categoria successiva, la Promozione, battendo il Nichelino Hesperia per 3 reti a 1. Lo stesso anno si è resa protagonista anche in Coppa Piemonte di Prima Categoria giungendo fino in semifinale dove viene sconfitta dal Pianezza.